# Diocèse de St Edmundsbury et Ipswich
Le diocèse de St Edmundsbury et Ipswich est un diocèse anglican de la Province de Cantorbéry qui s'étend sur la majeure partie du Suffolk. Son siège est la Cathédrale Saint-Edmundsbury.
Le diocèse a été formé en 1914 à partir des diocèses de Norwich et d'Ely.